# Pat Klous
Patricia Klous (Hutchinson, 19 oktober 1948) is een Amerikaanse voormalige actrice. 

## Biografie
Klous werd geboren op 19 oktober 1948 in Hutchinson (Kansas). Ze studeerde aan de University of Texas en behaalde er een Bachelor of Science in biologie en psychologie. Na haar studies werd ze in de jaren zeventig een succesvol model in New York. Haar acteercarrière begon in 1978 met een vaste rol in het CBS comedy-drama Flying High naast Connie Sellecca en Kathryn Witt, beiden ook toenmalige modellen in New York. De serie werd echter al na vier maanden afgevoerd.
In het begin van de jaren tachting speelde Klous af en toe gastrollen in andere televisieseries, tot ze in 1984 gecast werd voor een vaste rol in de ABC sitcom The Love Boat als vervangster van Lauren Tewes, die ontslagen werd wegens haar cocaïneverslaving. Klous bleef bij de serie tot het einde in 1986. In 2002 stopte ze met acteren.
Klous heeft drie huwelijken achter de rug. Van 1968 tot 1974 was ze getrouwd met Michael Meinhardt. In 1975 trouwde ze met Douglas J. Brooks. Ook dat huwelijk eindigde in 1977 in een scheiding. Haar derde huwelijk was in 1982 met David Beach en eindigde in 1986 in een derde scheiding. Klous heeft een kind uit haar eerste huwelijk.